# Jørn Bjerre
Jørn Bjerre (født 3. juni 1926, død 29. januar 2019) var en dansk maler. 
Han blev uddannet på ABC-skolen i tegning 1944-1946 og tog lærereksamen i 1948. Han videreuddannede sig på Statens Tegnelærerkursus og Danmarks Lærerhøjskole. Han har undervist i formning og billedkunst i folkeskolen, og senere på seminarierne i Kolding og Haderslev og på Danmarks Lærerhøjskole.
Jørn Bjerre var illustrator på en række aviser og blade, bl.a. Land og Folk, JydskeVestkysten, Jyllands-Posten og Ringkøbing Amts Dagblad. Som maler udstillede han flere gange i Skolernes Kunstforening i Vejle, Kolding, Haderslev, Viborg, Randers, Århus og Grænselandsskolerne. Sammen med fem andre lokale kunstnere udstillede han flere gange i Haderslev Kunstforenings regi. Siden 1961 havde han årlige udstillinger i Haderslev og ved Henne Strand. Motiverne var ofte landskaber fra vestkysten eller fra rejser i bl.a. Italien, Færøerne, Grækenland og Tyrkiet.